# Собака Сулімова
Собака Сулимова — російський гібрид шакала і собаки, виведений Клімом Сулімовим.

## Назви
Інші назви гібриду, що зустрічаються, — квартерон (від кварти, чверті шакала в гібриді), шалайка, шакалайка (від шакал і лайка). Жартівлива назва — шабака (від шакал та собака).

## Історія
Спочатку для схрещування були узяті ненецька лайка і середньоазійський шакал звичайний. Ця порода була виведена Клімом Сулімовим, головним селекціонером служби безпеки «Аерофлота». Спочатку порода використовувалася в службі безпеки аеропорту як собака-шукач. Сулімов так охарактеризував власну породу: «Мої собаки поєднують здібності лайок, здатних працювати при температурах біля − 70 °C, із здібностями шакалів, які люблять жару до 40 °C. Вони ідеальні для нашої країни».
В процесі виведення породи цуценята шакала чоловічої статі вигодовувалися суками ненецької оленегінної лайки, щоб сталося збереження образу собаки. Шакали жіночої статі сприймали псів ненецької оленегінної лайки легше. Особини метисів важко піддавалася дресируванню, тому їх знову схрестили з ненецькою лайкою, щоб отримати особини, що є ріднею з шакалами лише на чверть. Ці собаки були невеликими, моторними, навчаними і мали відмінний нюх. Їх назвали собаками Сулімова на честь свого творця, можливо, коли-небудь їх зареєструють як службову породу собак. Спочатку ці гібриди використовувалися в одорологічній лабораторії ЭКЦ МВС СРСР. Двадцять п'ять собак Сулімова використовуються в аеропорту Шереметьєво з метою пошуку вибухових речовин. План розведення цих собак сходить до 1975 року, як лабораторних тварин для одорологічних досліджень, як пошукових їх почали використати тільки в 2002 році.
19 грудня 2018 року породна група «шалайка» була зареєстрована в Російській кінологічній федерації.

### Інтерв'ю з Клімом Сулімовим
- Богуславская Ольга. Запах зла. Собачий ніс може допомогти навіть там, де генетична експертиза безсила [Архівовано 13 липня 2014 у Wayback Machine.] // Московський комсомолець. — 2007. — 23 березня.

### Інші публікації
- Шабака така [Архівовано 3 грудня 2011 у Wayback Machine.] // Нова газета. — № 87. — 2002. — 25 листопада.
- Шакал вівчарку обскакав [Архівовано 4 березня 2016 у Wayback Machine.] // Експрес-газета. — 2004. — 7 червня.
- catta. Собача робота [Архівовано 28 вересня 2016 у Wayback Machine.] // Живий Журнал. — 2006. — 2 травня.